# Orthotrichum brassii
Orthotrichum brassii är en bladmossart som beskrevs av Edwin Bunting Bartram 1942. Orthotrichum brassii ingår i släktet hättemossor, och familjen Orthotrichaceae. Inga underarter finns listade i Catalogue of Life.